# Surfer Joe Summer Festival
El Surfer Joe Summer Festival (SJSF) és un festival de música anual dedicat a la música de surf que se celebra a la ciutat italiana de Liorna. L'esdeveniment, de diversos dies de durada, compta amb actuacions en directe de grups de surf i de rock instrumental d'arreu del món en diversos escenaris, simposis i tallers dedicats a la història i les tècniques de la música surf, projeccions de pel·lícules, exposicions i un mercadet.

## Història
El festival va ser creat l'any 2003 per Lorenzo Valdambrini Surfer Joe, que va organitzar les dues primeres edicions. Després d'una pausa de quatre anys, el 2008, el seu germà, Luca Valdambrini, es va animar a rellançar l'esdeveniment i va formar l'associació cultural oficial Surfer Joe Music, que des d'aleshores organitza l'esdeveniment.
Un article de The Two River Times sobre l'Asbury Park Surf Music Festival menciona el Surfer Joe Summer Festival com «un dels festivals de música de surf més grans del món». Al llarg de la història del festival, hi han actuat grups com Los Coronas, Messer Chups o The El Caminos.